# Нижньокаменка
Нижньока́менка (рос. Нижнекаменка) — село у складі Алтайського району Алтайського краю, Росія. Адміністративний центр та єдиний населений пункт Нижньокаменської сільської ради.

## Населення
Населення — 2120 осіб (2010; 2191 у 2002).
Національний склад (станом на 2002 рік):
- росіяни — 97 %